# 로버트 4중주
로버트의 4개의 은하 또는 로버트의 4중주(Robert's Quartet)는 봉황자리에 있는 은하군이다. 네 개의 은하 모두 적색 편이를 알 수 없다.
이 은하군에서는, 4개의 현저히 다른 은하들이 확연히 드러난다. 재일 밝은 구성원인 NGC 92 (사진 왼쪽 위)은 정상나선은하이며, 은하단 중앙의 NGC 88은 막대나선은하이고, 오른쪽 위에 희미한 NGC 87는 불규칙 은하고, 아래쪽의 NGC 89는 나선 은하이다.
이 은하군은 1834년, 존 허셜이 발견했는데, 이후 1987년, 남반구의 특정 은하를 기록하고 있었던 할턴 아프와 베리 F. 마도르 에 의해서 당시 목록을 만드는데 큰 도움을 주었던 동료 로버트 프리드만의 이름을 딴 걸로 알려져 있다.

## 같이 보기
- 슈테팡 5중주
- 세이퍼트 6중주